# Steven-Paul Robert
 (octobre 2024).
Si vous disposez d'ouvrages ou d'articles de référence ou si vous connaissez des sites web de qualité traitant du thème abordé ici, merci de compléter l'article en donnant les références utiles à sa vérifiabilité et en les liant à la section « Notes et références ».
Steven-Paul Robert, né à Vevey en 1896 et mort à Clarens en 1985, est un artiste peintre vaudois.

## Biographie
Steven-Paul Robert se forme dans l'atelier de Serge Pahnke et d'Henri van Muyden à l'école des beaux-arts de Genève (1918-1920). 
Il interprétera le purisme (art) dans le sens d'un retour à la construction classique, puis développera une peinture d'inspiration paralogique (1930-1932) après s'être rapproché de Paris, où il s'installe en 1932. Revenu à un langage plus naturaliste à partir de 1934, Steven-Paul Robert passe les dernières années de la Seconde Guerre mondiale au château de Glérolles, avant de partir en France. 
Membre fondateur de la Société des Arts de Vevey (1921) et du groupe du Disque (1922-1928), Steven-Paul Robert décède à Clarens en 1985. 